# Veolia Environnement
Veolia Environnement (Euronext: VIE, LSE: 0NY8) é uma multinacional francesa cuja atividade se desenvolve principalmente em quatro áreas: fornecimento e gestão de águas, gestão de resíduos, energia e serviços de transportes. Em 2008 as suas receitas foram de 36200 milhões de euros. A empresa conta com 300 mil colaboradores. Está cotada nas bolsas de Euronext Paris e Nova Iorque.